# Macun (dolç de fruita)
Macun és un dolç de fruita a la cuina turca i a la cuina dels turcs de l'illa de Xipre. Macun és similar a la confitura i s'elabora amb fruites, sucre i aigua. Generalment es fa amb bergamota, taronger agre, closques de síndria, i fruites silvestres com arç blanc.